# Born to Be Bad (1950)
Born to Be Bad ist ein US-amerikanischer Spielfilm aus dem Jahr 1950 mit Joan Fontaine und Robert Ryan in den Hauptrollen. Regie führte Nicholas Ray.

## Handlung
Donna Foster erklärt sich bereit, Christabel Caine, die Nichte ihres Chefs John Caine, bei sich aufzunehmen, bis diese eine eigene Wohnung gefunden hat. Christabel entpuppt sich als berechnende, eiskalte Frau, die alles tut, um den gesellschaftlichen Aufstieg zu schaffen. Als erstes flirtet sie mit Curtis Carey, Donnas reichen Verlobten. Parallel dazu beginnt Christabel eine Affäre mit dem aufstrebenden Autor Nick Bradley und sie versucht, Gabriel Broome, einen bekannten Maler, zu umgarnen. Mit einer Intrige bricht sie das Verlöbnis von Donna und Curtis. Jetzt, da Curtis als potentieller Ehemann zur Verfügung steht, lässt Christabel den verliebten Nick abblitzen und lehnt seinen Heiratsantrag ab. Die Ehe mit Curtis entpuppt sich jedoch als langweilig für Christabel und sie beginnt erneut eine Affäre mit Nick, der sie immer noch liebt. Eines Tages kommt der Ehebruch ans Licht. Nick ist angewidert von Christabels Weigerung, ihren Mann zu verlassen, und bricht mit ihr. Curtis erkennt gleichzeitig, dass ihn seine Frau niemals geliebt hat, versöhnt sich mit Donna und wirft Christabel mit nichts außer einigen Pelzmänteln und der Kleidung, die sie am Leib trägt, auf die Straße. Christabel hat kurz darauf einen Unfall und kaum, dass sie im Krankenhaus wieder zu sich kommt, beginnt sie sofort mit dem behandelnden Arzt zu flirten.

## Hintergrund
Joan Fontaine war in den 1940ern ein bedeutender Star in Hollywood, der bis zu 150.000 US-Dollar Gage verlangen konnte und zeitweilig eine eigene Produktionsfirma unterhielt. Ihre Karriere stützte sich vor allem auf ihre Auftritte in historischen Romanzen und Literaturverfilmungen wie Der Pirat und die Dame, Die Waise von Lowood, Ich küsse Ihre Hand, Madame und Brief einer Unbekannten.
Die Schauspielerin erwarb 1946 die Rechte für Born to Be Bad und handelte mit RKO einen Deal aus, den Film zu produzieren. Zunächst war geplant, den Film mit Henry Fonda als Nick und Marsha Hunt als Donna zu drehen.
Zahlreiche Änderungen am Drehbuch verschoben den Drehbeginn immer weiter nach hinten und schließlich ging das Projekt, jetzt unter dem Titel Bed of Roses, Ende 1949 vor die Kameras. Born to Be Bad, wie der Film schließlich genannt wurde, war der vierte Regiearbeit von Nicholas Ray und der erste von fünf Filmen, die Ray mit Robert Ryan drehte. Die Endfassung des Films kam erst nach zahlreichen Interventionen durch den damaligen Studioeigner Howard Hughes zustande.